# Antonius Colenbrander
Pour les articles homonymes, voir Colenbrander.
Antonius Theodorus Colenbrander, né le 3 mai 1889 à Jatinegara en Indonésie et mort le 24 septembre 1929 à Arnhem aux Pays-Bas, est un cavalier champion olympique aux Jeux olympiques de Paris de 1924. Il meurt après une mauvaise chute à cheval lors d'un concours de saut à Zelhem.

## Carrière
Antonius Theodorus découvre les jeux en 1924. Il est engagé sur le concours complet d'équitation par équipes avec trois autres compatriotes : Adolf Van der Voort Van Zijp, Charles Pahud de Mortanges et Gerard de Kruijff. Ensemble, ils sont sacrés champions olympiques sur l'épreuve.
Remplaçant de l'équipe lors des Jeux olympiques de 1928, il observe ses compagnons conserver leur titre sans pour autant pouvoir mettre une nouvelle médaille d'or dans son palmarès.